# 奥卢瓦
奥卢瓦（法語：Olloix，法語發音：[ɔlwa]）是法国多姆山省的一个市镇，属于克莱蒙费朗区。

## 地理
奥卢瓦（45°37'17"N, 3°2'57"E）面积11.92 平方千米，位于法国奥弗涅-罗讷-阿尔卑斯大区多姆山省，该省份为法国中南部省份，北起阿列省接壤，东临卢瓦尔省，南至上盧瓦爾省和康塔爾省，西接科雷兹省和克勒兹省。
与奥卢瓦接壤的市镇（或旧市镇、城区）包括：库尔诺勒、吕代斯、蒙泰居勒布朗、圣内克泰尔、圣桑杜、圣萨蒂南。

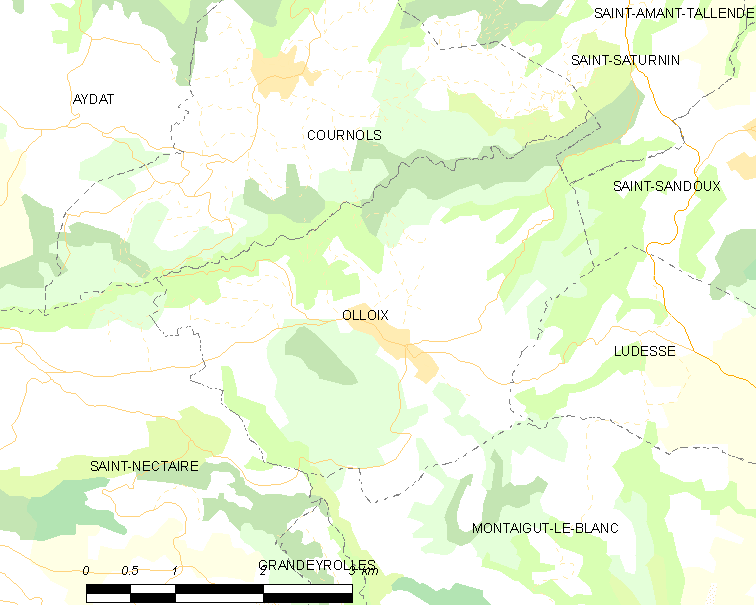
奥卢瓦的OSM定位图

奥卢瓦的时区为UTC+01:00、UTC+02:00（夏令时）。

## 行政
奥卢瓦的邮政编码为63450，INSEE市镇编码为63259。

## 政治
奥卢瓦所属的省级选区为奥尔西讷县。

## 人口

1962-2008年间奥卢瓦人口变化图示

奥卢瓦于2022年1月1日时的人口数量为325人。